# 造船法
造船法（ぞうせんほう、昭和25年5月1日法律第129号）は、造船事業に関する日本の法律である。

## 概要
造船技術の向上を図り、あわせて造船に関する事業の円滑な運営を期することを目的としている。造船施設に関する許可や推進性能試験、船舶製造事業の届出などを規定している。